# Tetrastigma liukiuense
Tetrastigma liukiuense är en vinväxtart som beskrevs av T. Yamazaki. Tetrastigma liukiuense ingår i släktet Tetrastigma och familjen vinväxter. Inga underarter finns listade i Catalogue of Life.